# 천현동
천현동(泉峴洞)은 경기도 하남시의 행정동이다. 하남시의 남동부에 위치하며, 동쪽으로는 경기도 남양주시 와부읍과 남쪽으로는 경기도 광주시 남한산성면과 경계를 접하고 있다.

## 개요
상산곡동과 하산곡동은 하남시의 동쪽에 위치해 있으며 북쪽으로는 남양주시와 남쪽으로는 광주시와 접하는 곳으로, 검단산과 한강이 관내에 위치하고 있다. 역사적으로도 검단산 중턱에 유길준 선생이 모셔져 있고, 유진오 박사가 태어난 곳이며 사충서원이 자리하고 있다. 또한 1970~1980년대에는 상산곡동에 고시촌이 형성되어 많은 인재를 배출한 곳이기도 하다. 2001년 9월 1일 천현동 주민자치센터가 개소하였다.

## 유래
천현동은 본래 샘재마을을 한자로 쓴 것으로 마을어귀 고개에 샘이 있다 하여 붙여진 이름이다. 천현동에서 동경주, 선린촌을 지나면 봉학골(鳳鶴洞)이라는 자연마을이 있었다. 배알미동은 관리가 낙향하거나 귀양갈 때 임금을 향해 배알하던 곳이라 붙여졌다는 설도 있으나, 검단산 아래라는 지형상 산비탈 아래를 뜻하는 경기도 방언 '비알밑'에서 유래했다는 설이 유력하다. 상산곡동과 하산곡동은 각각 검단산 윗자락, 아랫자락에 위치하던 마을이라는 데서 붙여진 이름이다. 창우동은 세미(稅米)를 보관하던 창고가 있던 지역이면서 산모퉁이에 마을이 위치하고 있다는 데서 붙여진 이름으로 창모루라고도 하였다.

## 법정동
- 천현동(泉峴洞)
- 하산곡동(下山谷洞)
- 상산곡동(上山谷洞)
- 배알미동(拜謁尾洞)
- 창우동(倉隅洞)

## 교육
- 산곡초등학교
- 성광학교